# براد ويليام هينك
براد ويليام هينك (بالإنجليزية: Brad William Henke)‏ (و. 1966  م) هو ممثل تلفزي، وممثل أفلام، ولاعب كرة قدم أمريكية أمريكي، ولد في كولمبوس، نبراسكا، مركز لعبه هو طرف دفاعي ‏.

## التعليم
تعلم في ثانوية هريتاج ‏.

## وصلات خارجية
- براد ويليام هينك على موقع IMDb (الإنجليزية)
- براد ويليام هينك على موقع ألو سيني (الفرنسية)
- براد ويليام هينك على موقع أول موفي (الإنجليزية)
- براد ويليام هينك على موقع قاعدة بيانات الأفلام السويدية (السويدية)
- براد ويليام هينك على موقع قاعدة بيانات الفيلم (الإنجليزية)
- براد ويليام هينك على موقع كينوبويسك (الروسية)
- براد ويليام هينك على موقع مرجع كرة القدم المحترفة.كوم (الإنجليزية)